# Cangur arborícola de Goodfellow
El cangur arborícola de Goodfellow (Dendrolagus goodfellowi) és una espècie de cangur arborícola, dins la família dels macropòdids.

## Distribució geogràfica
Aquesta espècie és nadiua de les selves pluvials de Nova Guinea i la frontera del centre d'Irian Jaya a Indonèsia.

## Estat de conservació
Segons la classificació de la Unió Internacional per a la Conservació de la Natura (UICN), és considerat una espècie amenaçada, a causa de la caça excessiva i la invasió del seu hàbitat pels humans.